# Église Saint-Étienne de Fougeré
L'église Saint-Étienne est une église située à Fougeré, en France.

## Localisation
L'église est située dans le département français de Maine-et-Loire, sur la commune de Fougeré.

## Description

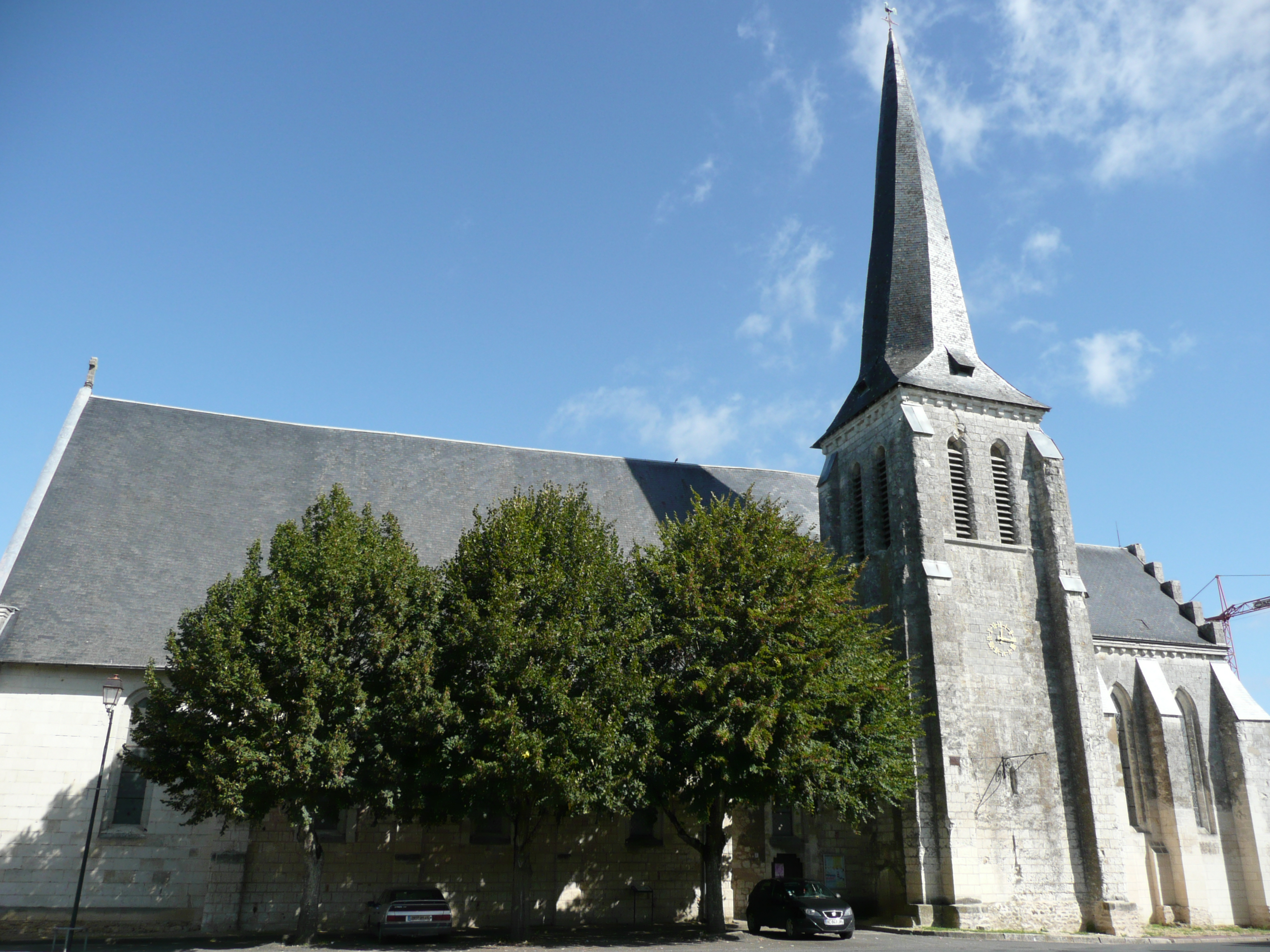
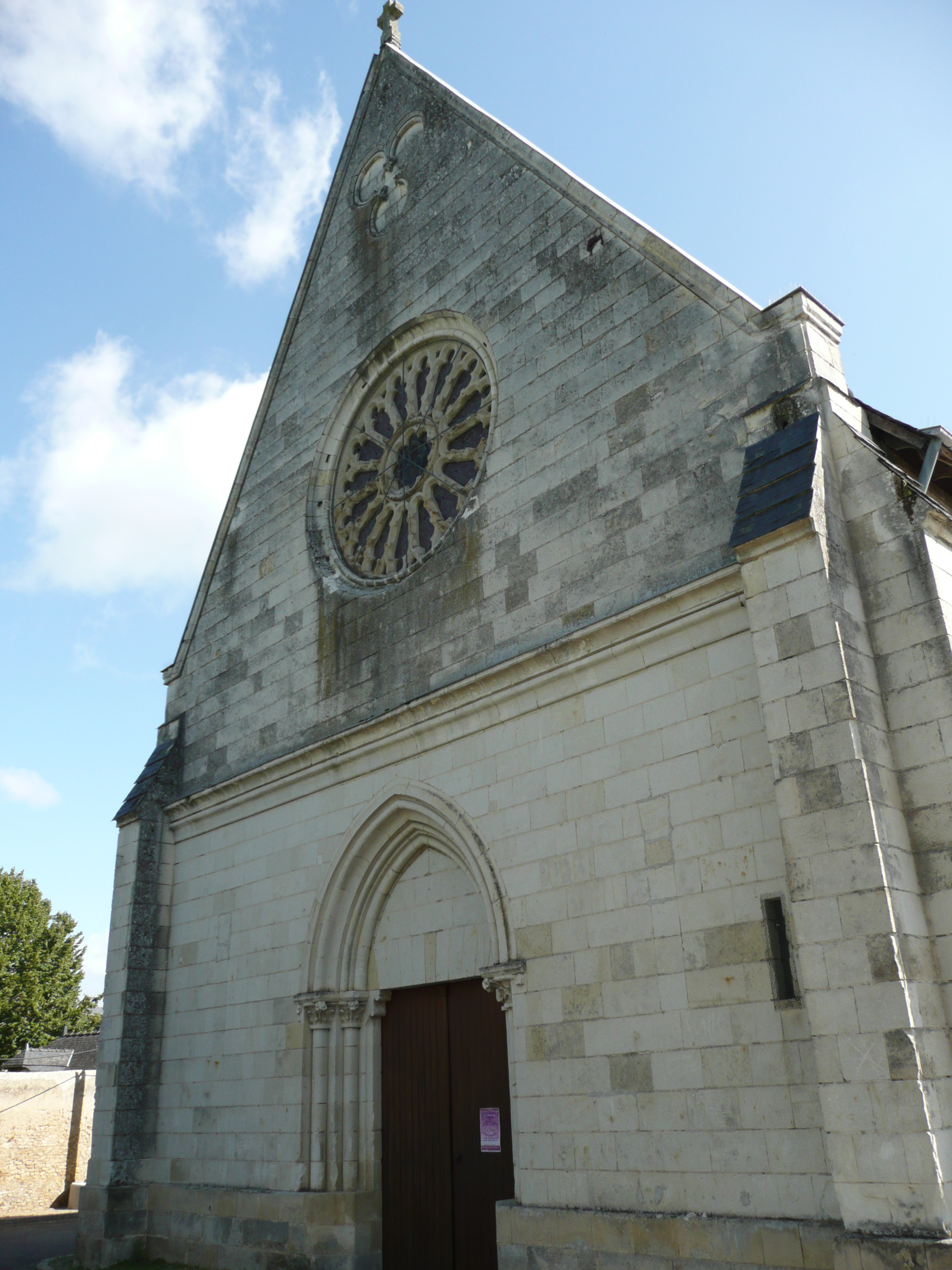
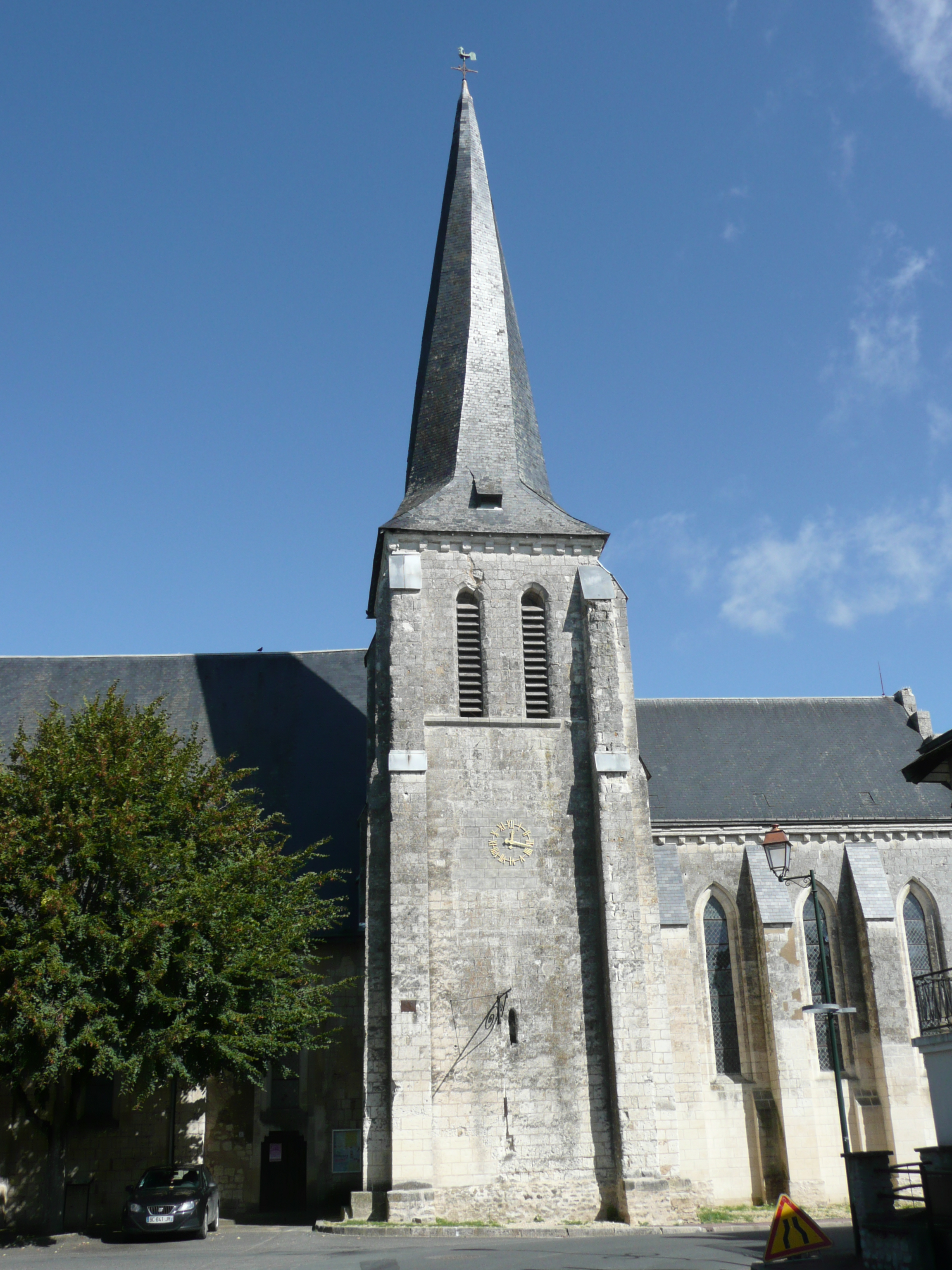
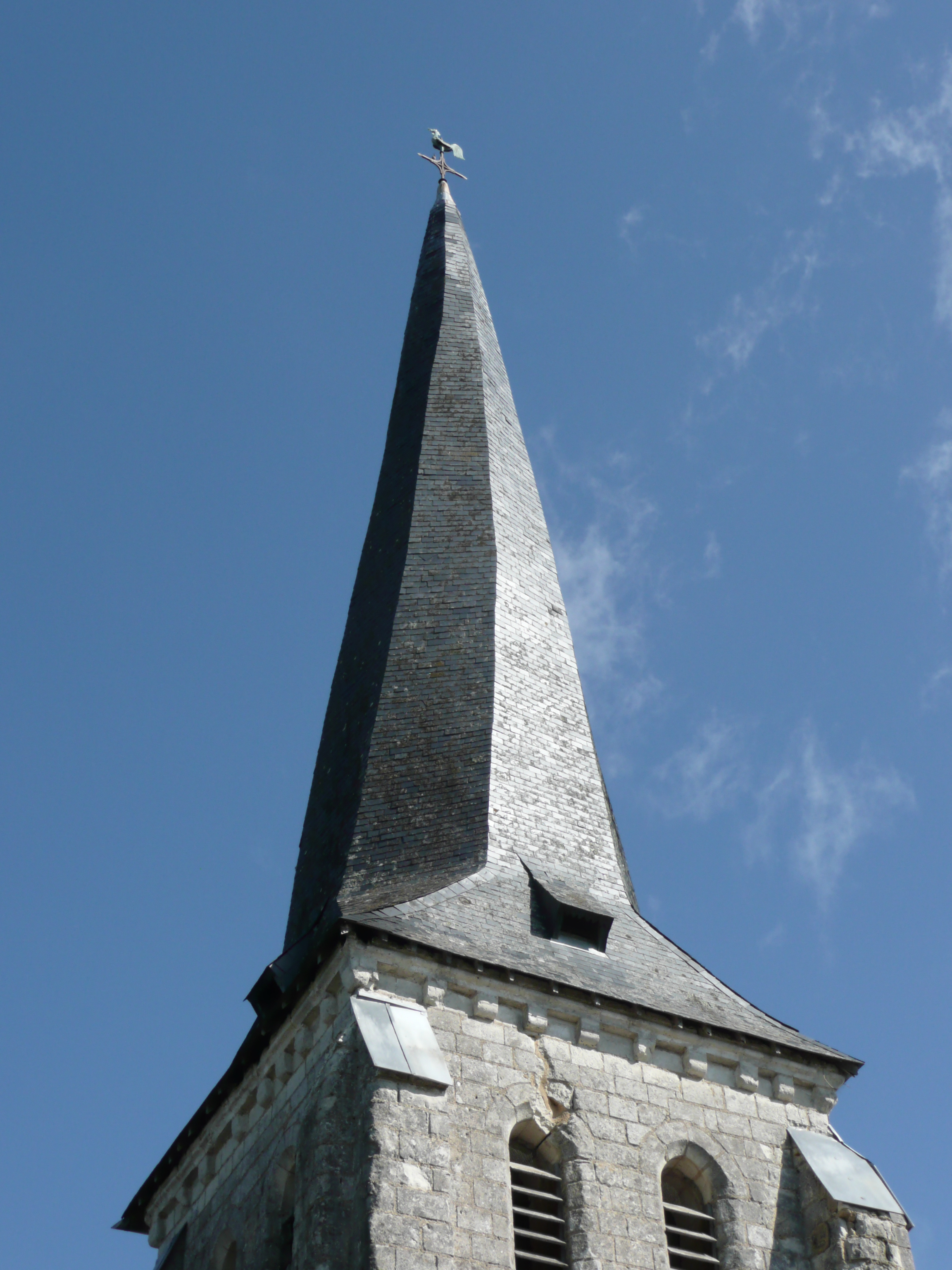

## Historique
L'édifice est classé au titre des monuments historiques en 1969.